# Maciej Maurycy Starzeński
Maciej Maurycy Starzeński herbu Lis (ur. 24 lutego 1717 w Iłowcu, zm. 28 listopada 1787 w Olejowie) – podstoli podlaski w latach 1746-1752, pisarz grodzki brański w latach 1745-1748, starosta brański w latach 1752-1774, sekretarz hetmana Jana Klemensa Branickiego, hrabia galicyjski od 1780, pisarz wojskowy koronny w 1752 roku.
Poseł na sejm 1752 roku z ziemi bielskiej. Poseł na sejm 1760 roku z ziemi bielskiej. Poseł ziemi bielskiej na sejm konwokacyjny 1764 roku.
18 stycznia 1754 roku podpisał we Lwowie manifest przeciwko podziałowi Ordynacji Ostrogskiej.